# El Tiempo (Colombie)
Pour les articles homonymes, voir El Tiempo.

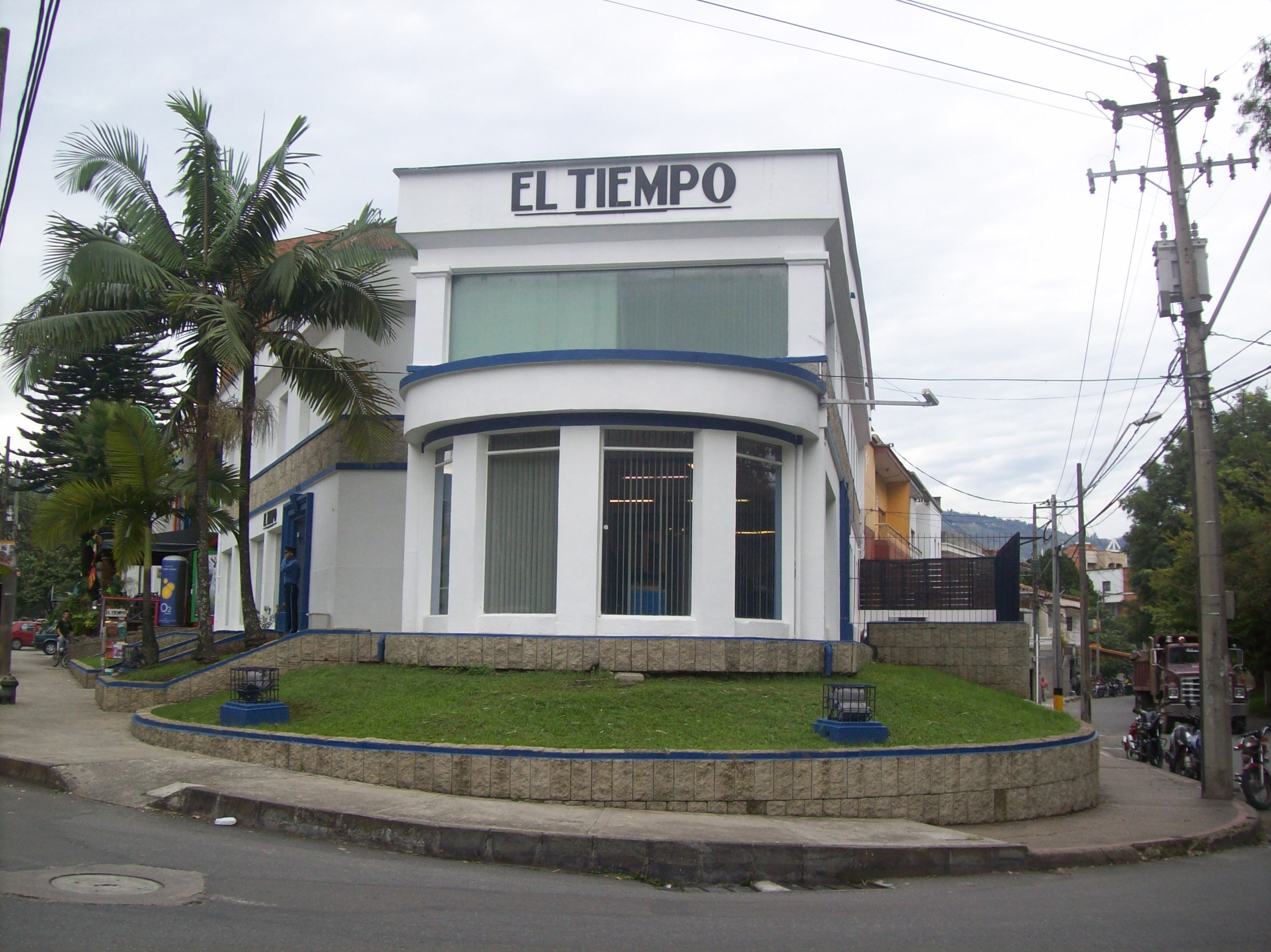
Bâtiment dEl Tiempo à Medellín.

El Tiempo (en français : « Le Temps ») est un quotidien national colombien fondé à Bogota en 1911 par Alfonso Villegas Restrepo.

## Histoire
C'est le journal national le plus vendu dans le pays. Son tirage moyen est de 220 000 exemplaires durant la semaine, et pratiquement le double pour l'édition dominicale (400 000). Avec une moyenne de plus 1 100 000 de lecteurs en 2012 (diffusion papier et portail internet), El Tiempo est le journal le plus lu du pays, loin devant El Espectador, son plus proche concurrent.
Historiquement, le journal a été proche du pouvoir, ayant appartenu entre 1911 et 2007 à la famille Santos, dont font partie le président Juan Manuel Santos, au pouvoir de 2010 à 2018, petit-fils du fondateur du journal, ainsi que Francisco Santos, vice-président entre 2002 et 2010. Il lui est reproché son manque d'indépendance et ses conflits d’intérêts.
Très influent, El Tiempo est réputé pour avoir « fait des présidents, des ministres, des ambassadeurs, des gouverneurs et des maires… ».
En 2007, le quotidien est majoritairement racheté par le groupe espagnol El Planeta. Il passe en 2012 entre les mains de l’homme le plus riche de Colombie, l'homme d'affaires Luis Carlos Sarmiento, propriétaire de nombreux actifs dans les secteurs banquiers et financiers, agro-industriels, énergétiques, gaziers et miniers, et immobiliers.